# Список земноводних Грузії

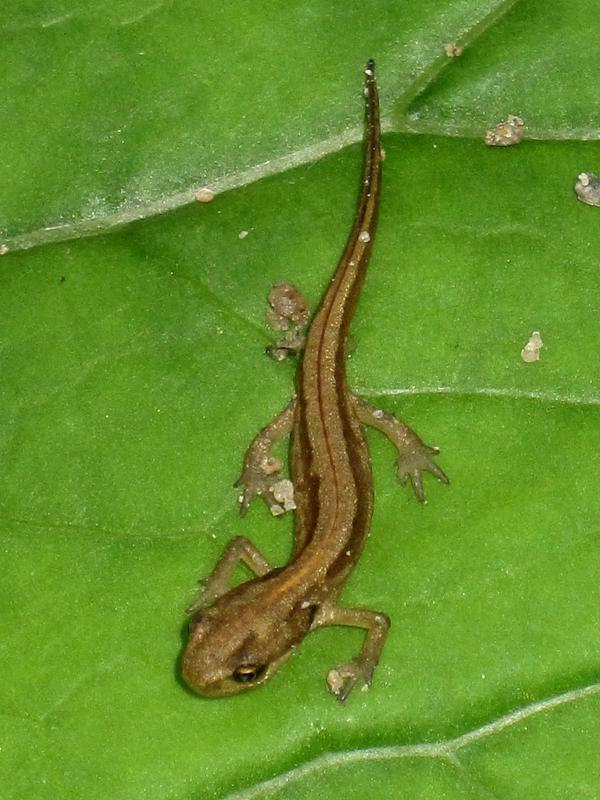
Тритон звичайний

Фауна Грузії нараховує 13 родів земноводних. У червоній книзі знаходяться кавказька саламандра, малоазійський тритон та мулова жаба кавказька.

## Список

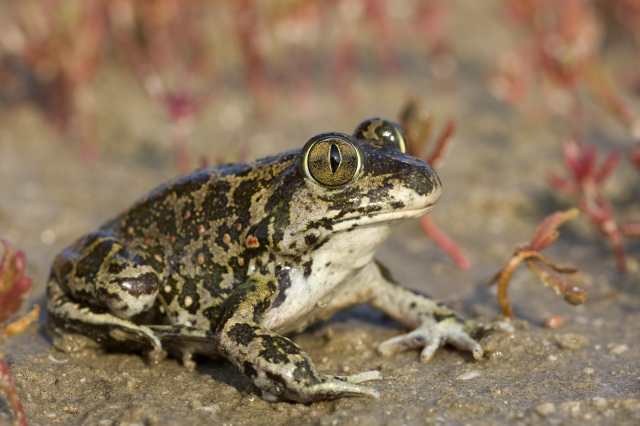
Часничниця сирійська

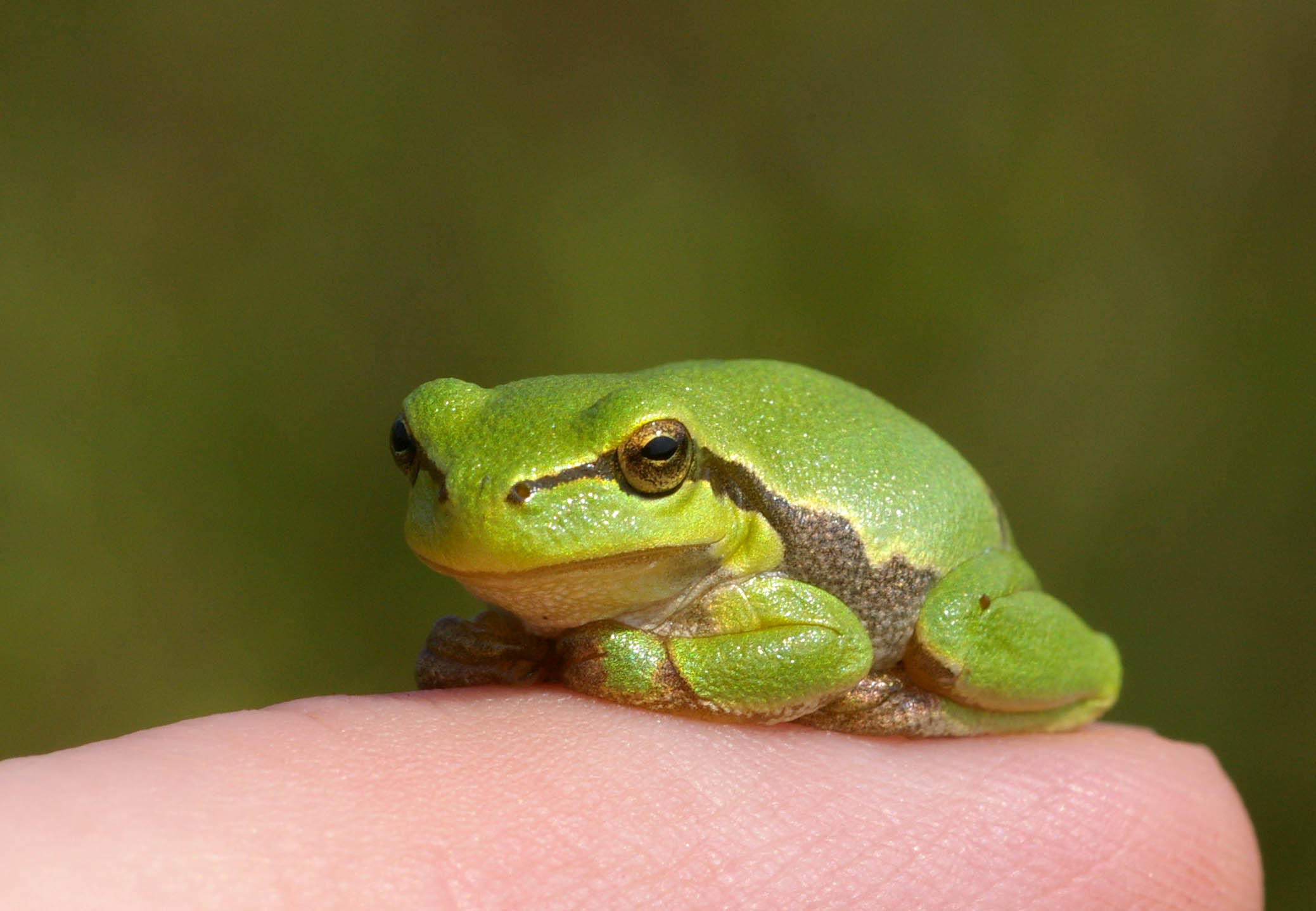
Райка деревна

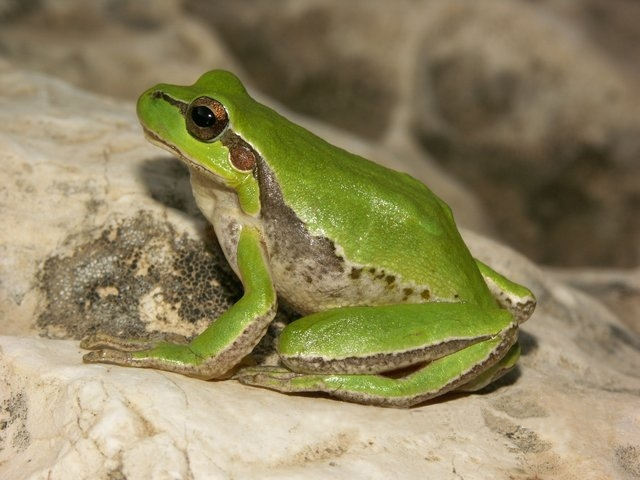
Райка Савін'ї

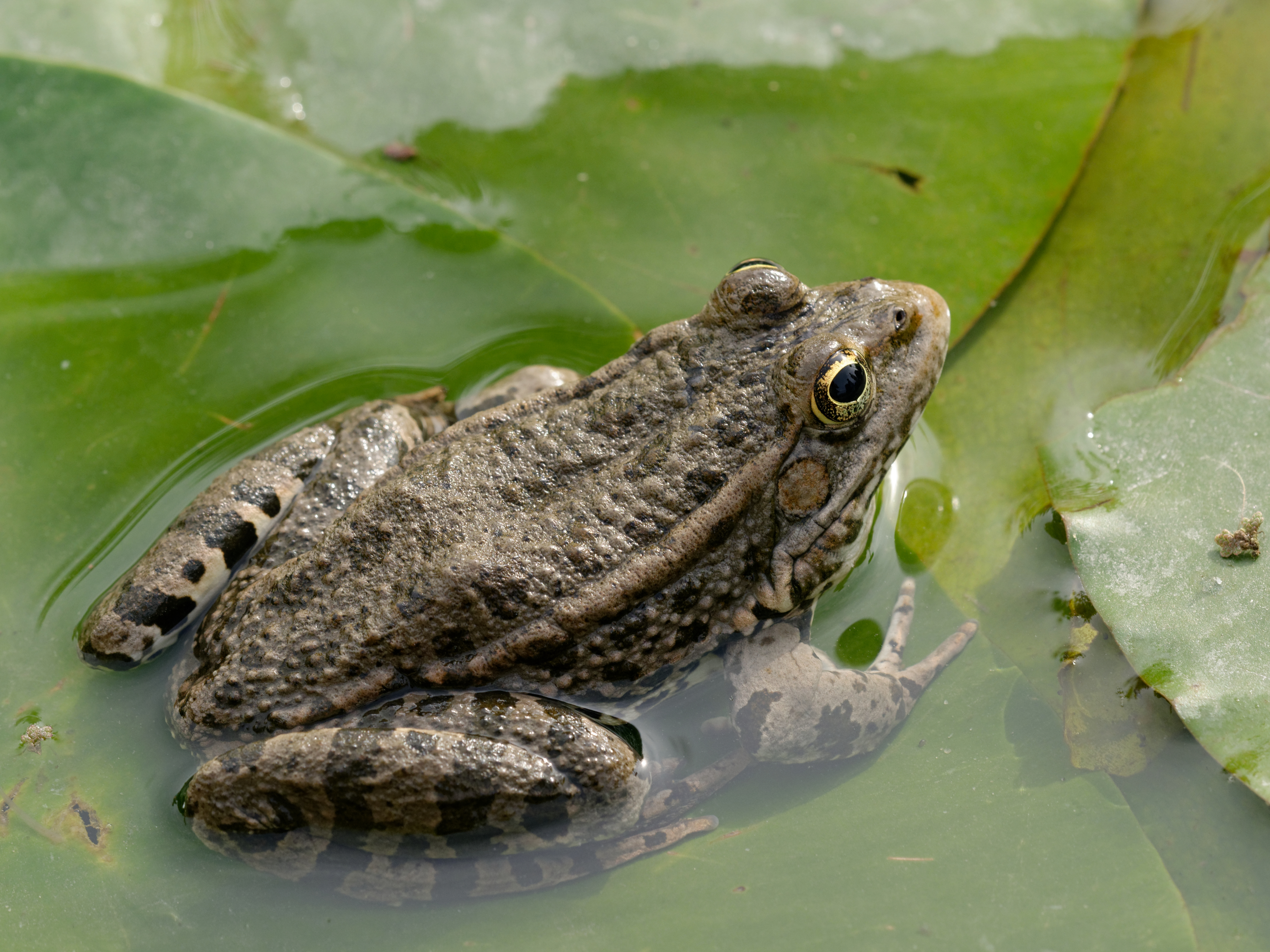
Жаба озерна

### РядХвостаті
- Родина Саламандрові
  - Тритони
    - Тритон звичайний (Triturus vulgaris)
    - Малоазійський тритон (Triturus vittatus)
    - Тритон гребінчастий (Triturus cristatus)[2]
    - Тритон Кареліна (Triturus karelinii)

  - Кавказька саламандра
    - Кавказька саламандра (Mertensiella caucasica)

### РядБезхвості
- Родина Часничниця
  - Рід Часничниця
    - Часничниця сирійська (Pelobates syriacus)

- Родина Мулові жаби
  - Рід Мулові жаби
    - Мулова жаба кавказька (Pelodytes caucasicus)

- Родина Ропухові
  - Рід Ропухові
    - Ропуха звичайна (Bufo bufo)[3]
    - Ропуха кавказька (Bufo verrucosissimus)
    - Ропуха зелена (Bufo viridis)

- Родина Райкові
  - Рід Райка
    - Райка деревна (Hyla arborea)
    - Райка Савін'ї (Hyla savignyi)[4]

- Родина Жаби
  -     - Жаба довгонога (Rana macrocnemis)
    - Жаба озерна (Rana ridibunda)